# O Compilador Mineiro
O Compilador Mineiro é o primeiro jornal da então província de Minas Gerais (atual estado de Minas Gerais), fundado pelo padre José Joaquim Viegas de Meneses, em 13 de outubro de 1823.
O jornal "O Compilador" circulou por três meses, sendo substituito pelo “Abelha do Itacolomy”. O seu último número circulou em 9 de janeiro de 1824.